# Atlètic Catalunya
Atlètic Catalunya is een voormalige Spaanse voetbalclub uit Barcelona die bestond tussen 1965 en 1970. De club speelde in de Tercera División Grupo 5.

## Geschiedenis
Atlètic Catalunya ontstond in 1965 uit een fusie van Club Deportiu Fabra i Coats en Unio Esportiu Catalunya de Les Corts. UE Catalunya de Les Corts was in 1918 opgericht als Catalunya Sporting Club in het district Les Corts, terwijl CD Fabra i Coats in 1926 was opgericht in het district Sant Andreu. In 1968 was Atlètic Catalunya verliezend finalist in de Trofeu Moscardó, een Catalaans bekertoernooi. CF Lloret was met 2-1 te sterk. In 1970 fuseerde Atlètic Catalunya met CD Condal tot Barcelona Atlètic, dat daarna als tweede elftal van FC Barcelona werd ingelijfd onder de naam Barça B.